# Humphrey Gilbert
Sir Humphrey Gilbert (1539 – 9. září 1583) byl anglický mořeplavec a kolonizátor Severní Ameriky.
Roku 1578 obdržel královské svolení k průzkumu severozápadního průjezdu do Číny, avšak jeho výprava z let 1578 - 1579 skončila neúspěchem. V roce 1583 doplul po stopách Johna Cabota na Newfoundland, kde 5. srpna založil vůbec první stálou britskou kolonii Saint John’s (přičemž na Newfoundlandu již dříve existovaly sezónní rybářské kolonie). Na zpáteční cestě utonul po potopení jeho lodi Squirrel.